# Reid Cornelius
Pour les articles homonymes, voir Cornelius.
Jonathan Reid Cornelius (né le 2 juin 1970 à Thomasville, Alabama, États-Unis) est un ancien lanceur droitier ayant joué dans les Ligues majeures de baseball de 1995 à 2000. Il est l'actuel entraîneur des lanceurs de relève chez les Rockies du Colorado.

## Carrière de joueur
Reid Cornelius est drafté en 11e ronde par les Expos de Montréal en 1988. Il débute dans le baseball majeur avec les Expos le 29 avril 1995 mais n'effectue que huit sorties comme lanceur de relève avec Montréal, affichant une moyenne de points mérités élevée de 8,00 en seulement neuf manches lancées. Le 8 juin de la même année, les Expos l'échangent aux Mets de New York en retour du joueur de premier but David Segui. Cornelius complète cette saison recrue chez les Mets, qui l'utilisent uniquement comme lanceur partant. Il effectue 10 départs et est à chaque fois impliqué dans une décision : trois victoires et sept défaites. Il complète 1995 avec une fiche de 3-7 et une moyenne de points mérités de 5,54 en 66 manches et deux tiers au monticule pour Montréal et New York.
De 1996 à 1999, Cornelius ne joue qu'en ligues mineures, au gré des équipes qui demandent ses services : d'abord les Indians de Cleveland, puis les Marlins de la Floride et les Diamondbacks de l'Arizona. Il participe à l'entraînement de printemps des Angels d'Anaheim en 1999 mais est retranché par le club avant que les Marlins ne le mettent de nouveau sous contrat.
Cornelius revient dans les majeures en septembre 1999 après près de quatre années complètes dans les mineures. Après cinq matchs joués pour les Marlins en fin de saison 1999, il est intégré à la rotation de lanceurs partants du club en 2000 et effectue 21 départs en plus d'une apparition en relève : sa fiche est de 4 gains et 10 revers avec une moyenne de points mérités de 4,82 en 125 manches lancées.
Il joue 45 parties dans la Ligue majeure, dont 33 comme lanceur partant. Il compte huit victoires, 17 défaites, 101 retraits sur des prises et une moyenne de points mérités de 4,91 en 211 manches de travail pour les Expos, les Mets et les Marlins.

## Carrière d'entraîneur
Cornelius fait partie du personnel des Marlins de la Floride depuis l'année 2003. Il devient en 2003 entraîneur des lanceurs chez les Mudcats de la Caroline, le club-école de niveau Double-A des Marlins dans la Southern League, puis assume les mêmes fonctions durant cinq ans pour les Hammerheads de Jupiter, une autre équipe affiliée aux Marlins mais dans la Ligue de Floride. Ensuite entraîneur des lanceurs des Suns de Jacksonville en classe Double-A en 2009, Reid Cornelius obtient le poste d'instructeur dans l'enclos de relève des Marlins de la Floride en 2010 et conserve ces fonctions en 2011.

## Vie privée
Reid Cornelius et son épouse Maria sont parents d'une fille, Abigail, et d'un fils, Samuel.